# Drago Galić
Drago Galić (Zagreb, 9. listopada 1907. – Zagreb, 3. listopada 1992.), hrvatski arhitekt i sveučilišni nastavnik.

## Životopis
Nakon završetka srednje tehničke škole u Zagrebu (1926.), započinje stručni rad kao svršeni graditelj za visoke građevine u Arhitektonskoj poslovnici profesora Huge Ehrlicha, gdje radi do 1929. godine. Od 1929./30. radi u Arhitektonskom ateljeu arhitekata Jurja Denzlera i Mladena Kauzlarića gdje ga upoznaje Drago Ibler. Mladi Galić neobično se svidio Ibleru pa da od tog vremena počinje njihova poslovna i životna suradnja. Ibler ga poziva sebi na Akademiju. Tako se Drago Galić 1930. godine upisao na Akademiju koju je završio u iznimno kratkom vremenu, diplomiravši 1933. godine. Paralelno sa studijem na Akademiji, on i radi sa svojim profesorom Dragom Iblerom na raznim profesionalnim projektima i ta suradnja traje do 1939. godine kada otvara vlastiti ured. 
Rad s Iblerom bio je presudan za formiranje Galićeva arhitektonskog svjetonazora zasnovanog na racionalnim i funkcionalnim načelima sa snažnom estetskom komponentom. Najbolji primjer njihove suradnje je pionirski projekt terasastih nizova (Novakova-Šalata - nerealiziran) iz 1932./33. i drvena vila Filipčić (Sveti Duh, Zagreb) iz 1936.
1933./40. Galić samostalno realizira vlastitu kuću i atelijer u Istarskoj 28 u Zagrebu, ovaj projekt izlaže 1934. na izložbi grupe Zemlja. 1935. realizira dva projekta u Dubrovniku, na Lapadu - hotel Splendid i vilu Jakšić, u kojoj suvremenim ahitektonskim rječnikom reinterpretira elemente tradicionalne arhitekture. Godine 1941. izrađuje projekt plivališta s hotelom za sportaše u Preradovićevoj ulici u Zagrebu (nerealiziran), s nizom inovativnih tehničkih rješenja (ostakljeni pomični krov, pokretne tribine) koja potvrđuju njegovo vizionarstvo. 
Nakon Drugog svjetskog rata započinje najplodnije doba njegova života. 1947. primljen je za nastavnika na novoustanovljenom Arhitektonskom fakultetu u Zagrebu, na kojem je redovni profesor od 1960. Od 1962. do 1966. bit će izabran za prvog dekana osamostaljenog Arhitektonskog fakulteta na kojem djeluje do umirovljenja 1975. 
Vrhunci njegova arhitektonskog stvaralaštva su dvije korbizijeovske stambene zgrade u Vukovarskoj aveniji (1953./54) i uglena zgrada na Svačićevu trgu (1953.). Nakon 1967. povlači se iz prakse, i posvećuje isključivo fakultetu, radu u svojoj majstorskoj radionici JAZU (oblik poslijediplomskog studija koji vodi od 1964. – 84.) i radu u akademijinom likovnom razredu.
U njegovu čast, Predsjedništvo Saveza arhitekata Hrvatske (SAH) ustanovilo je Nagradu Drago Galić 1983. godine radi izdvojenog i potpunijeg vrednovanja stambene arhitekture s ciljem da se posebno naglasi njen širi stručni i društveni značaj i to kao godišnju nagradu za najuspješnije ostvarenje na području stambene arhitekture.

## Galerija
- Stambena zgrada, Vukovarska ulica, Zagreb (1953.)
- Uglovnica, Svačićev trg, Zagreb (1953.)
- Stambena zgrada, Vukovarska ulica, Zagreb (1954.)

## Vanjske poveznice
- Galić, Drago Hrvatska enciklopedija
- Galić, Drago Hrvatska tehnička enciklopedija, portal hrvatske tehničke baštine. LZMK